# Spindasis esilicolor
Spindasis esilicolor is een vlinder uit de familie van de Lycaenidae.